# انسیندو
انسیندو (به اسپانیایی: Encinedo) یکی از دهستان‌های اسپانیا است که در استان لئون، اسپانیا واقع شده‌است.

## خصوصیات
انسیندو ۱۹۵٫۰۱ کیلومترمربع مساحت و ۸۷۰ نفر جمعیت دارد و ۹۹۷ متر بالاتر از سطح دریا واقع شده‌است.